# Syconessa
Syconessa is een geslacht van sponsdieren uit de klasse van de Calcarea (kalksponzen).

## Soorten
- Syconessa panicula Wörheide & Hooper, 2003
- Syconessa syconiformis (Borojevic, 1967)